# لیگ دسته اول فوتبال مولداوی
لیگ دسته اول فوتبال مولداوی (انگلیسی: Moldovan Liga 1) دومین لیگ معتبر فوتبال در کشور مولداوی است که در سال ۱۹۹۲ بنیان‌گذاری شده و زیر نظر فدراسیون فوتبال مولداوی برگزار می‌شود.